# Filipe Remedios
Filipe Remedios (Rio de Janeiro) é um quadrinista e cartunista brasileiro. Começou a fazer graduação em Jornalismo, Economia e Antropologia, mas não concluiu nenhuma. Trabalhou como corretor em São Paulo e atualmente produz webcomics para o site Caixa do Remedios. Em 2018, criou com sua esposa, Carol Borges a tira em quadrinhos Batatinha Fantasma, que retrata de forma bem humorada a vida do casal. A tira é publicada no Instagram e, em dezembro de 2019, ganhou uma coletânea impressa intitulada Batatinha Fantasma: Amor em Quadrinhos, que reuniu mais de 100 tiras. O livro ganhou no ano seguinte o Troféu HQ Mix na categoria "Publicação de tira".